# Alcorcón
Alcorcón est une commune de la communauté de Madrid en Espagne. La ville a plus de 170 000 habitants et est située à 13 kilomètres de la ville de Madrid.
Cette ville du sud de la Communauté de Madrid est actuellement dans un processus de renaissance. On y trouve beaucoup d'immigrants venant du Nord de l’Afrique et du Sud de l’Amérique latine.

## Démographie
| 626   | 623    | 587     | 604     | 621     | 649     | 813     | 809     | 659     | 759     |         |
| 1960  | 1970   | 1981    | 1991    | 2001    | 2002    | 2003    | 2004    | 2005    | 2006    | 2023    |
| 2 114 | 46 073 | 140 957 | 139 641 | 147 787 | 149 594 | 154 441 | 156 592 | 162 524 | 176 245 | 116 037 |

## Patrimoine
Alcorcón est fameuse pour ses céramiques brunes.

## Personnalités liées à la ville
- La Terremoto de Alcorcón (1977-), nom de scène de Pepa Charro, chanteuse et actrice originaire de la ville[1].

## Jumelages
La ville d'Alcorcón est jumelée avec :
- Mayarí (Cuba) depuis 1996
- Nejapa (Salvador) depuis 1997
- Ancón (Pérou) depuis 2006
- Camp de réfugiés sahrahouis de Tindouf (Algérie) depuis 2007